# خانه قدیم سبزواری‌ها
خانه قدیم سبزواری‌ها ۱  مربوط به دوره قاجار است و در مشهد، خیابان شیرازی، نزدیک چهار راه شهدا، انتهای کوچه سبزواریها واقع شده و این اثر در تاریخ ۷ مهر ۱۳۸۱ با شمارهٔ ثبت ۶۳۶۰ به‌عنوان یکی از آثار ملی ایران به ثبت رسیده است.